# Бирофельд
Бирофе́льд (идиш. Поле у Биры) — село в Биробиджанском районе Еврейской автономной области, административный центр Бирофельдского сельского поселения.

## География
Высота над уровнем моря — 94 м. Село Бирофельд стоит вблизи левого берега реки Малая Бира (левый приток Амура).
Через село проходит автотрасса областного значения Биробиджан — Ленинское — Дежнёво, расстояние до Биробиджана (на север) 46 км.
От села начинается автотрасса Бирофельд — Амурзет.
Западнее села проходит железнодорожная линия Биробиджан I — Нижнеленинское, расстояние до железнодорожной станции Бирофельд 6 км.

## История
Село Бирофельд (до 1930 — Александровка) было основано летом 1928 года, когда сюда прибыли первые евреи-переселенцы (224 человека). В июле был создан первый на Дальнем востоке еврейский сельсовет. К концу 1928 были образованы коммуны «Евнитехина» и «Октябрь», в 1930 — переселенческий колхоз «Бирофельд». 
К концу 1930 в Бирофельде было построено 120 новых квартир, действовали кредитное товарищество, кооператив, больница на 10 коек, аптека, агропункт, ветеринарный пункт, школа первой ступени с преподаванием на идише, к 1933 — ясли, баня и медпункт. В 1932 году начал работу сыроваренный завод.

## Население
| 1992 | 2002  | 2010  |
| ---- | ----- | ----- |
| 1700 | ↘1116 | ↘1005 |